# Bitva u Déols
Bitva o Déols byla bitvou pozdní antiky, která se odehrála v roce 469 či 470 u Deóls, poblíž Berry, na území Soissonského království, v Galii. V bitvě se střetli Vizigóti vedení králem Eurichem s Britony vedenými vůdcem Riothamem. 

## Bitva
Britonové a jejich král Riothamus, spojenec Západořímské říše, shromáždili podle byzantského historika Jordana 12 000 mužů k boji proti Vizigótům a jejich králi Eurichovi. Reagovali tak na výzvu císaře Anthemia, k obraně Akvitánie, která měla zůstat pod kontrolou Západořímské říše. Britonové však byli Vizigóty u Déols (současná obec na předměstí Châteauroux) poraženi. Navzdory porážce se franským foederatům a římským jednotkám podařilo pod vedením Childericha I. a římského generála Paula zabránit expanzi Vizigótů na sever od řeky Loiry.
| „                                                              | Bretonci byli Góty vyhnáni z města Bourges a mnoho jich zahynulo u vesnice Déols. Potom velitel Paulus napadl s Římany a Franky Góty a dobyl velikou kořist. Když však k Angers dorazil Adovacrius [se Sasy], objevil se tam druhého dne král Childerich a dobyl města poté, co byl zabit velitel Paulus. Toho dne lehl popelem veliký kostelní dům. | “ |
| — Řehoř z Tours - Historia Francorum, II. svazek, 18. kapitola | |   |

## Důsledky
Po smrti římského generála Paula, během obléhání Angers v roce 469 se Syagrius pokusil udržet kontrolu nad římským územím severně od Loiry, ale byl kompromitován svým spojenectvím s Childerichem. Riothamus a zbytky jeho armády se uchýlili k Burgundům, čímž v Akvitánii Eurichovi ponechali volnou ruku. Auvergne a Provence tím byly vystaveny nájezdům Vizigótů. Císařská armáda vedená Anthemiolem, synem císaře Anthemia byla izolovaná v jižní Galii a v roce 471 u Arles Eurichem poražena. Anthemiolos byl v bitvě spolu se svými třemi generály, Thorisariem, Everdingem a Hermaniem zabit. Jednalo se o poslední vojenské tažení římské armády na sever od Alp.